# Diecezja Kenge
Diecezja Kenge – diecezja rzymskokatolicka w Demokratycznej Republice Konga. Powstała w 1957 jako prefektura apostolska. Diecezja od 1963.

## Biskupi diecezjalni
- Jean Van der Heyden (1957–1963)
- Franz Hoenen, S.V.D. (1963–1974)
- Dieudonné M’Sanda Tsinda-Hata (1974–1999)
- Gaspard Mudiso, S.V.D. (1999–2018)
- Jean-Pierre Kwambamba (od 2018)